# Marian Ostafiński
Marian Wiesław Ostafiński (ur. 8 grudnia 1946 w Przemyślu) – polski piłkarz i trener, obrońca (stoper), trzynastokrotny reprezentant Polski, olimpijczyk z Monachium w 1972.

## Życiorys
Absolwent Technikum Metalurgicznego w Przemyślu (technik – hutnik). Wychowanek Polonii Przemyśl. Przewinął się przez wiele klubów południowo-wschodniej Polski: Bieszczady Rzeszów (1965–1967), Stal Stalowa Wola (1967-1969), ligowy debiut zaliczył w drużynie Stali Rzeszów (1969-1972), następnie w 1972 trafił do Ruchu Chorzów, gdzie odniósł najwięcej sukcesów. W 115 meczach strzelił 6 goli, dwukrotnie świętował Mistrzostwo Polski (1974, 1975), Puchar Polski z 1974, z drużyną dotarł do ćwierćfinałów europejskich pucharów: Pucharu UEFA w 1974 i Pucharu Europy w 1975.
Do reprezentacji trafił jednak już wcześniej, w 1971 zadebiutował w meczu z Niemcami w Hamburgu (0:0). Selekcjoner Kazimierz Górski powoływał go z zaufaniem, Ostafiński pojechał na Igrzyska Olimpijskie w Monachium w 1972 jednak nie wystąpił w finałowym meczu z Węgrami, nie zmieścił się też w kadrze na Mistrzostwa Świata w 1974. Zarzucano mu brak zaangażowania, wytykano mu zachowanie na meczu z Bułgarią w kwietniu 1972, gdzie po jego faulu w polu karnym sędzia podyktował rzut karny dla drużyny z Bałkanów. Jego ostatni trzynasty występ w barwach kraju miał miejsce 26 października 1975 w Warszawie w spotkaniu z Włochami. Dwa lata później odszedł z Ruchu Chorzów do Polonii Bytom, gdzie grał do 1980 roku, w międzyczasie był wypróbowywany we francuskim Hazebrouck.
W Polonii Bytom został i kontynuował pracę jako trener. Poza nią prowadził jeszcze Wartę Zawiercie, Beskid Andrychów i MK Katowice.
Syn Mariana Ostafińskiego, Dariusz, został dziennikarzem Przeglądu Sportowego.

## Odznaczenia
- Złoty Krzyż Zasługi (1972)[2]
- Odznaka „Zasłużony Mistrz Sportu”
- 1972: Złoty Medal za Wybitne Osiągnięcia Sportowe[1]
- Złota Odznaka PZPN (1972)[3]